# 冈田久美子
冈田久美子（日语：／ Okada Kumiko，1991年10月17日—），日本女子田径运动员，2010年世界青年田径锦标赛女子10000米竞走铜牌得主、2018年亚洲运动会女子20公里竞走铜牌得主。